# Trickster (musiker)
Trickster (riktigt namn: Juergen Pichler) är en österrikisk musiker bosatt i Storbritannien, känd för sin eklektiska musikstil.

## Musikalisk karriär
Sångaren Trickster debuterade i november 2022 med singeln Thank Fuck It's Christmas, där han tillsammans med Royal Philharmonic Orchestra uppträdde en låt som inte är säker för arbete, med svordomar, vilket speglar spänningarna och stressen under det året. Texterna skrevs av Guy Chambers (Robbie Williams låtskrivare och producent), i samarbete med komikern Steve Furst och Trickster. Beskrevs som "den enda jullåten som kunde ha kommit ur 2022", tog texten sikte på problematiska faktorer under det året, som den brittiska regeringens verksamhet, levnadskostnadskris, pandemier, ultrarika försök att flytta till Mars.
En ren version med titeln Praise Be It’s Christmas släpptes också och dess två videor blev virala, med miljoner visningar på YouTube. En av dessa musikvideor regisserades av Phil Griffin (känd för sitt arbete med Amy Winehouse, Diana Ross, Paul McCartney) och den andra, filmad i de schweiziska alperna, regisserades av Norbert Blecha (Requiem for Dominic, Wolfsliebe).
Pengar som samlades in från båda sångerna donerades av Trickster till välgörenhetsorganisationer som tar itu med barnskydd och social hunger. Under mottot "real change is no joke" distribuerade han matprodukter till flera matbanker i Storbritannien. (South-West Belfast Foodbank, i ett av de mest eftersatta områdena, fick ett betydande uppsving genom denna kampanj). Särskild uppmärksamhet på detaljer som matens näringsvärde förklarades av sångaren av hans egna barndomserfarenheter med adekvat näringsosäkerhet.
I dessa musikvideor gömdes Tricksters verkliga identitet av animation, vilket väckte spekulationer om vem han kan vara. En del undrade om han var textförfattaren Steve Furst eller någon populär personlighet som Guy Chambers har arbetat med tidigare eller något blekt tidigare känt namn med en poäng att lösa.
I maj 2023 släppte Trickster singeln Still Kicking, inspirerad av en bilolycka som han överlevde 2017 i södra Frankrike, med en musikalitet som beskrivs som att den bygger på det sena 90-talets alternativ rock, americana och filmiska ljudlandskap. Spåret producerades av Guy Chambers, Richard Flack och Trickster. Musikvideon innehåller sångaren utan någon animation för att dölja sitt ansikte och, tillsammans med historien bakom låten, dök det upp lite mer information i pressen om att han är en österrikare som bor i Storbritannien.
I november 2023 släppte Trickster "Silent Night" vs "Santa Claus Is Coming To Town", en mix av de två julklassikerna med sånggruppen The Swingle Singers. Vid detta tillfälle nämnde mediabevakningen även denna sångares riktiga namn, Juergen Pichler (ägare av detta Trickster-märke). Han var redan känd som producent av olika band och musiker (som det österrikiska bandet Hunger)  och som låtskrivare (som Olé Hola av Patrick Lindner). Han stödde också välgörenhetsarbete, som "Stoppa valpmaffian" i Österrike.
Den 23 april 2024 (Sankt Göran) lanserade Trickster sin version av Storbritanniens nationalsång God Save the King, inspelad tillsammans med Royal Philharmonic Orchestra på Abbey Road Studios. Han nämnde att han ville skapa den här versionen för att uttrycka sin kärlek till Storbritannien. Spåret var det första som spelades in för kung Charles av en utlänning. I produktionsfasen, när han återvände från Portugal som biträdande pilot på en helikopter, var han tvungen att nödlanda på en gård i nordvästra Spanien, på grund av tekniska svårigheter.
I maj 2024 tillkännagav Trickster i Cannes projektet med en äventyrs-thrillerfilm med namnet Travel Agents (producent: Norbert Blecha), löst baserad på hans livshistoria, med en budget på 85 miljoner pund. Han kommer att vara den verkställande producenten och han kommer att spela sig själv i filmen. Han samarbetar också med Guy Chambers för att skapa filmens soundtrack. Inledningsvis tilldelades en stor roll i filmen Gérard Depardieu, vilket skulle ha betytt hans comeback efter tre års uppehåll (bestäms av hans arrestering efter anklagelser om sexuella övergrepp). Men med tanke på den kontrovers som snart skapades av denna casting, omprövade producenterna sitt beslut och drog tillbaka detta val.

## Diskografi
- Thank Fuck It's Christmas (Singeln, 2022)
- Still Kicking (Singeln, 2023)
- "Silent Night" vs "Santa Claus Is Coming To Town" (Singeln, 2023)
- Be Careful What You Wish For (Singeln, 2024)
- God Save the King (Singeln, 2024)